# Actionneur

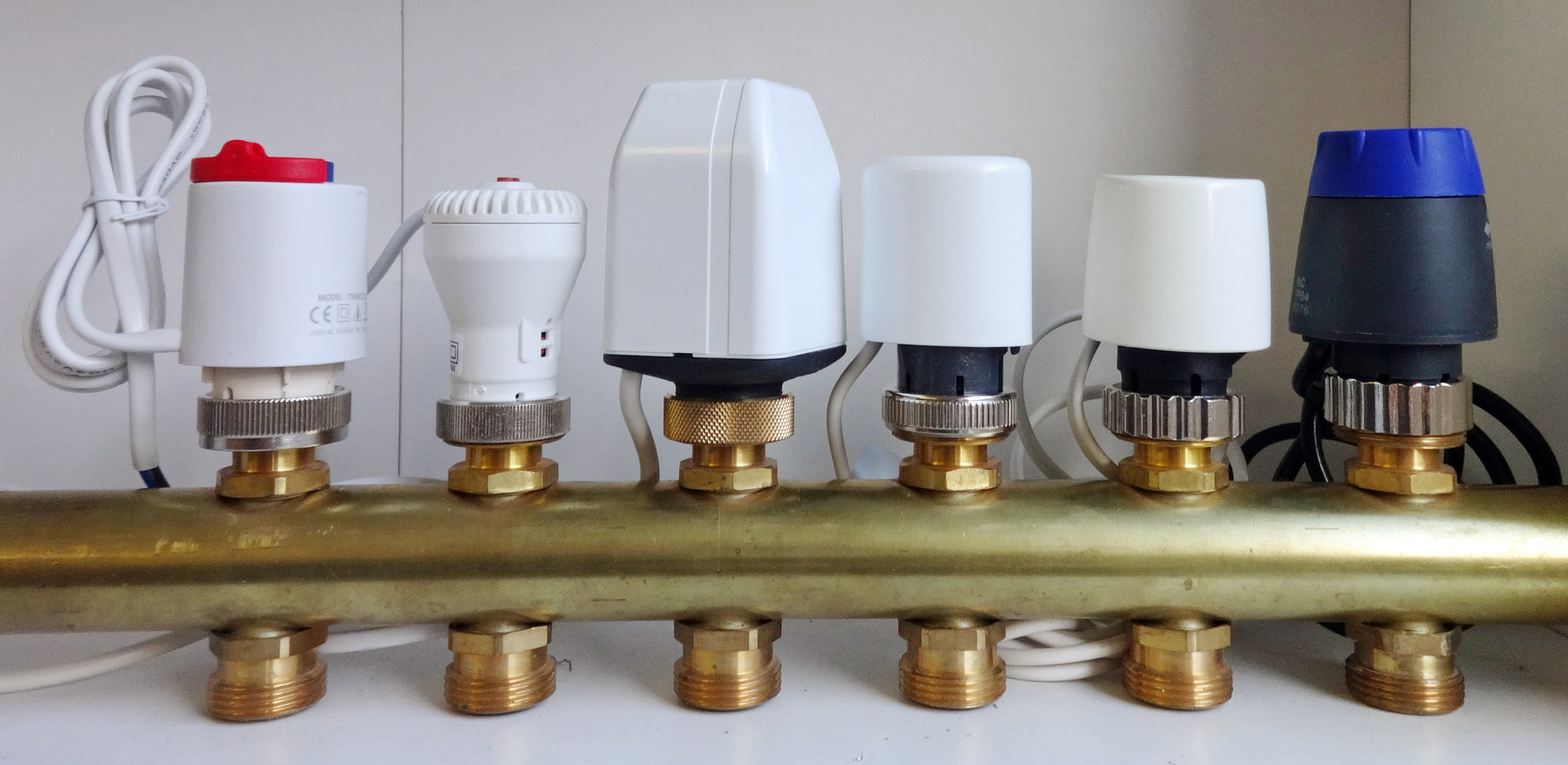

Un actionneur est un dispositif ou un mécanisme qui transforme l’énergie qui lui est fournie en un phénomène physique qui fournit un travail, modifie le comportement ou l’état d'un système
Ce travail peut être un mouvement, un son, un éclairage ou la production de chaleur.
Dans les définitions de l’automatisme, l’actionneur appartient à la partie opérative d'un système automatisé.

## Classification

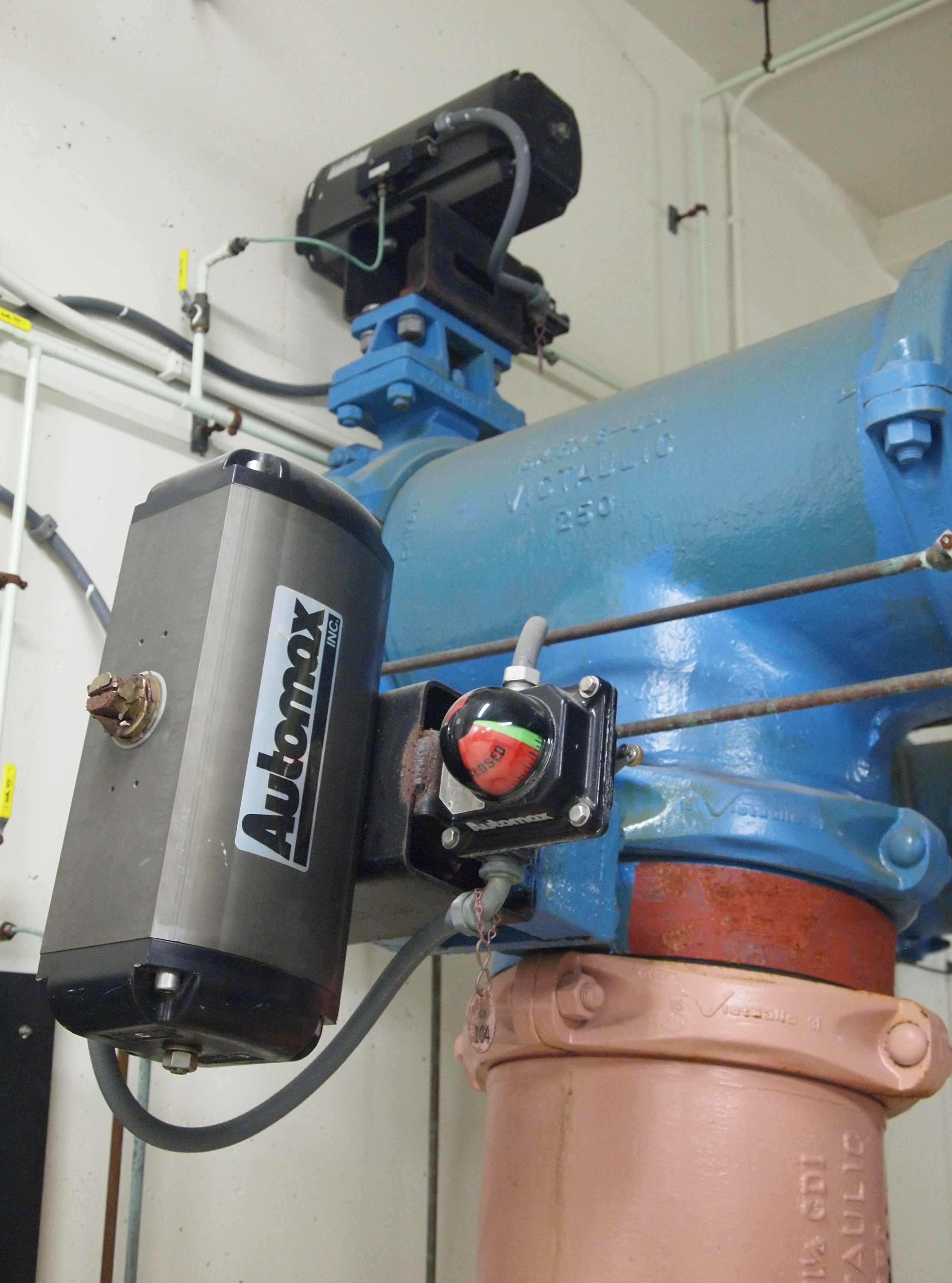
Deux actionneurs pneumatiques à crémaillère (à gauche et en haut), contrôlant chacun une vanne.

On peut classer les actionneurs suivant différents critères :
- énergie utilisée ;
- phénomène physique utilisable ;
- principe mis en œuvre.

### Énergie utilisée
- Pneumatique
- Hydraulique (eau ou huile)
- Électrique
- Mécanique
- Thermique

### Phénomène physique utilisable

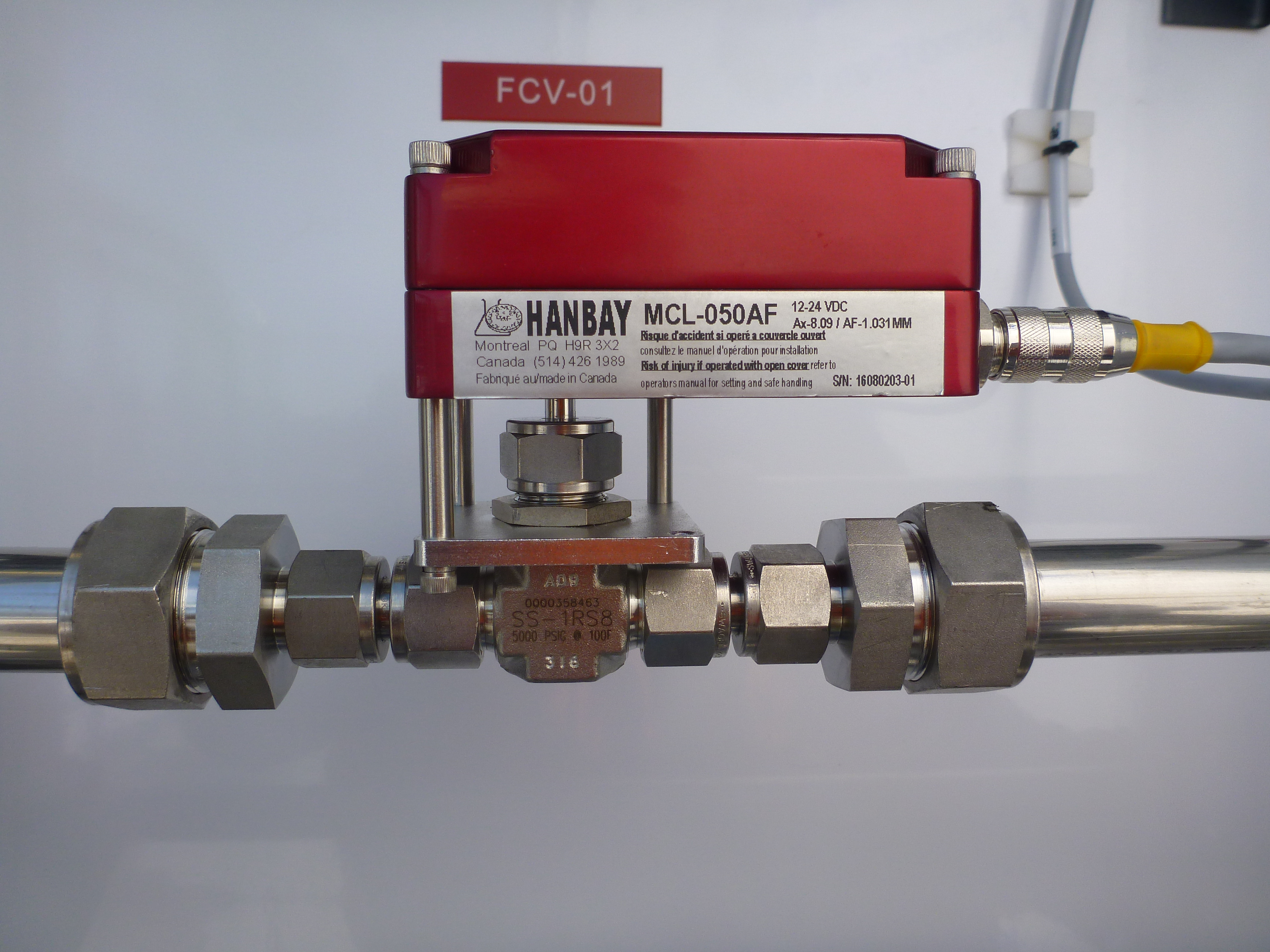
Actionneur électrique (Hanbay), contrôlant une vanne à pointeau.

- Déplacement ou freinage[3]
- Chaleur ou Froid
- Lumière
- Son

### Principe mis en œuvre
Selon le principe mis en œuvre, les propriétés sont différentes :
- utilisation de l'énergie pneumatique, avec les propriétés de compression et de dilatation ;
- utilisation de l'énergie hydraulique, avec la propriété d'incompressibilité du fluide.

Dans le cas de l'énergie électrique, les principes sont nombreux :
- effet Joule[réf. nécessaire] ;
- effet magnétique ;
- effet Peltier[4] ;
- effet piézoélectrique tel que ceux utilisé pour l'injection de carburant ;
- électroluminescence, incandescence, fluorescence[réf. nécessaire].

## Exemples

### Actionneurs
- Un vérin pneumatique ou hydraulique génère un mouvement à partir d'une énergie mécanique transmise par un fluide gazeux ou liquide[5].
- À partir de l'énergie thermique, un thermomètre mécanique produit une rotation de l'aiguille.
- À partir de l'énergie électrique, il est possible d'avoir[6] :
  - un éclairement, par incandescence, fluorescence ou électroluminescence, comme pour un voyant[7] ;
  - un mouvement linéaire grâce à un électroaimant[8] ;
  - un mouvement rotatif au moyen d'un moteur ;
  - un échauffement par effet Joule, réalisé par une résistance chauffante ou un chauffage à induction, par exemple dans des enceintes de cuisson ou des systèmes de chauffage ;
  - un champ magnétique grâce à un électroaimant ;
  - un son grâce à une enceinte acoustique ;
  - un plasma généré par un actionneur de plasma grâce à 2 électrodes séparées par un film isolant.[réf. nécessaire]
- Dans le domaine des microtechnologies, on peut citer les  céramiques piézoélectriques, les actionneurs électrostatiques ou magnétostrictifs.

Les actionneurs peuvent être linéaires, c'est-à-dire que le mouvement produit est proportionnel à la commande.[réf. nécessaire]

### Applications
Le développement de l’automatisation spécifique dans l’industrie a provoqué une croissance exponentielle de l’utilisation des actionneurs et composants d'automatisation, et notamment dans le domaine :
- automobile : concevoir des produits conformes à toutes les normes s'appliquant au secteur automobile. Cela s'applique à une vaste gamme de composants d'automatisme couvrant des normes telles que CNOMO, DIN, ISO, VDMA, NAAMS, etc. ;
- électronique : répondre à certaines applications parmi les plus exigeantes (exemple : contrôle des mouvements, températures et fluides). Cela avec une vaste gamme de produits standard et spécifiques à l'industrie, ex. : composants à vide poussé et à nettoyage par voie humide, thermorefroidisseurs, ioniseurs, préparation d'air propre et transfert de salle blanche, et bien d'autres produits spécialisés ;
- médical : des fabricants de médicaments aux fabricants d'instrumentation avec toujours plus d'intérêt pour les solutions miniaturisées et économes en énergie ;
- alimentaire : avec l'application de solutions innovantes dans le respect de la stricte règlementation des productions alimentaires et de leur conditionnement.

#### Automobile
Dans le domaine de l'automobile, on appelle actionneur le dispositif (vérin, à titre d'exemple) qui permet de réguler le débit et la pression d'un fluide (air, gazole, huile) afin de piloter un autre système dans des conditions particulières. L'utilisation la plus courante est en automobile où un actionneur permet notamment d'augmenter la quantité d'essence distribuée à froid. Un type d'actionneur qui a été envisagé est celui destiné à la commande directe des soupapes, permettant ainsi de se passer des arbres à cames et implémentant idéalement la distribution variable (technologie camless).

#### Autres
Les photocopieurs sont équipés d'actionneurs, dont l'activation permet entre autres de déterminer la longueur d'un original à photocopier, ou si la copie passe bien par un endroit déterminé du photocopieur.
Les électrovannes et les électroaimants sont d'autres types d'actionneurs.

## R&D
La recherche continue à porter sur les prix, la miniaturisation, la robustesse.
La biomimétique semble être une source croissante d'innovation et combinée avec les nouveaux matériaux devrait notamment accompagner le développement de nouveaux types de muscles artificiels, d'actionneurs (et de « micro-actionneurs », par exemple à base de polymère électroactif,,) notamment adaptés aux matériaux souples de la robotique molle. Il pourrait être bientôt possible d'utiliser des cordons de matériau polymère électro-actif dans les imprimantes 3D. En 2022, la balbutiante nécrobotique explore l'utilisation de cadavres d'animaux comme actionneur prêt à l'emploi.